# Melvin E. Thompson
Melvin Ernest Thompson, född 1 maj 1903 i Millen, Georgia, död 3 oktober 1980 i Valdosta, Georgia, var en amerikansk politiker (demokrat). Han vann 1946 det första viceguvernörsvalet i Georgia och tjänstgjorde 1947–1948 som guvernör som följd av en konstitutionell kris delstaten befann sig i efter Eugene Talmadges död.
Thompson utexaminerades 1926 från Emory University och avlade senare masterexamen vid University of Georgia. Viceguvernörsämbet inrättades i Georgia efter att delstatens konstution ändrades år 1945. Thompson nominerades av demokraterna i det första viceguvernörsvalet efter att ha fått mindre än 30 procent rösterna i primärvalet utan stöd av guvernör Ellis Arnall som han själv hade stött i guvernörsvalet 1942. Thompson förde inte heller kampanj tillsammans med någon av guvernörskandidaterna 1946. Thompson vann viceguvernörsvalet och Eugene Talmadge, som vann guvernörsvalet, avled före guvernörsinstallationen. Det var oklart vad som skulle ske i ett sådant läge. Det fanns tre personer som ansåg sig ha rätten till guvernörsämbetet efter att Arnalls mandatperiod löpte ut: Arnall själv, Thompson i egenskap av ny viceguvernör och Talmadges son Herman Talmadge som valdes till ämbetet av Georgias lagstiftande församling. Efter en tid övergav Arnall sina försök att hålla kvar ämbetet och ställde sig slutligen bakom Thompson i tvisten. Georgias högsta domstol avsatte sedan Talmadge och gav Thompson rätten att fungera som tillförordnad guvernör fram till ett fyllnadsval år 1948.
Thompson efterträdde 1947 Herman Talmadge som guvernör och efterträddes 1948 av företrädaren Talmadge. Thompson kandiderade utan framgång i fyllnadsvalet 1948 samt i guvernörsvalen 1950 och 1954.